# Rob Estes
Robert Estes, född 22 juli 1963 i Norfolk, Virginia, är en amerikansk skådespelare som är mest känd för sin roll som Harry Wilson i The CW:s spin-off serie 90210.
Han har även spelat Kyle McBride i Melrose Place.